# Acacia polyadenia
Acacia polyadenia é uma espécie de leguminosa do gênero Acacia, pertencente à família Fabaceae.